# Kościół św. Idziego w Bydgoszczy

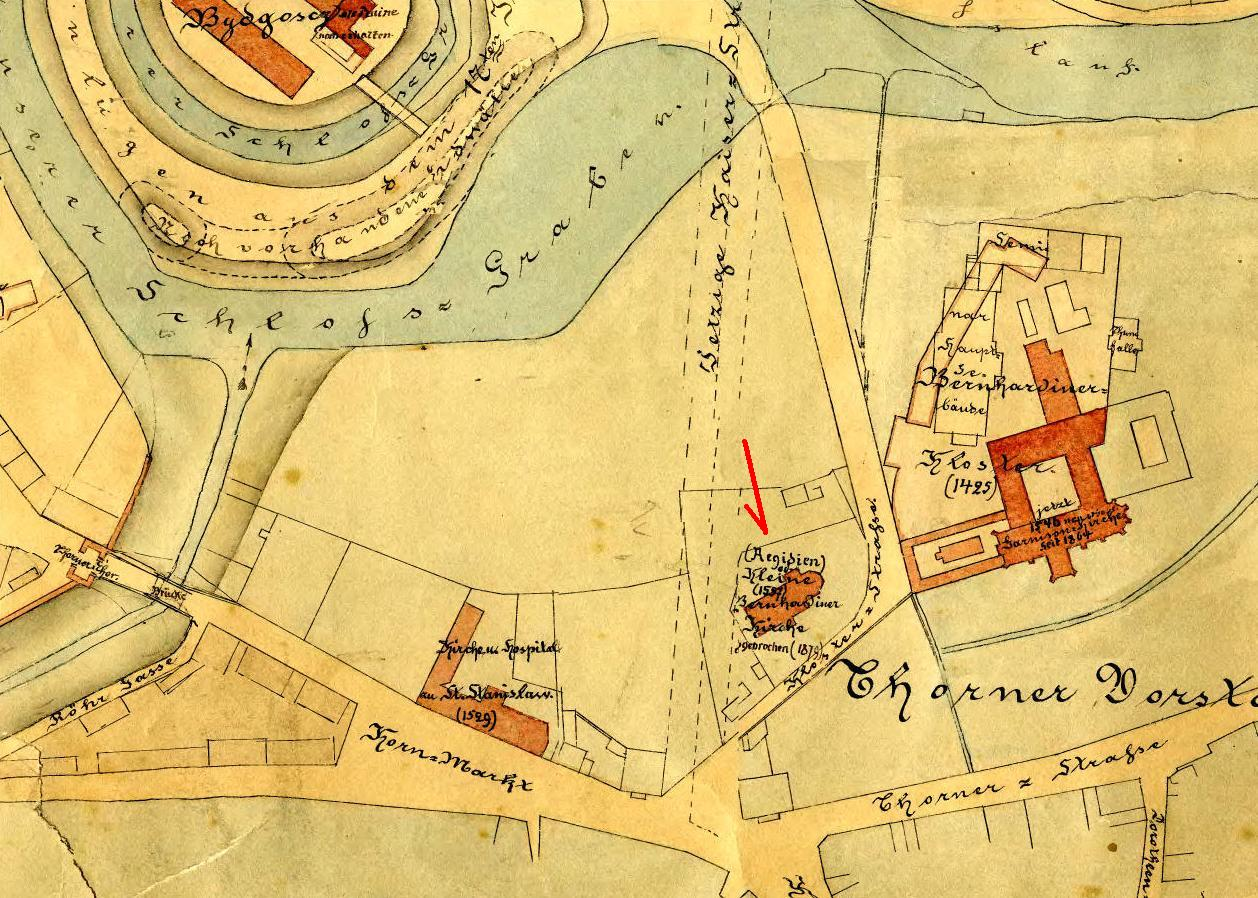
Plan kościoła – rekonstrukcja Gustawa Reicherta i Emila Schulza z 1890 r. Na wschód od obiektu znajdują się zabudowania kościoła i klasztoru Bernardynów, a na południowy zachód – szpitala św. Stanisława z kaplicą

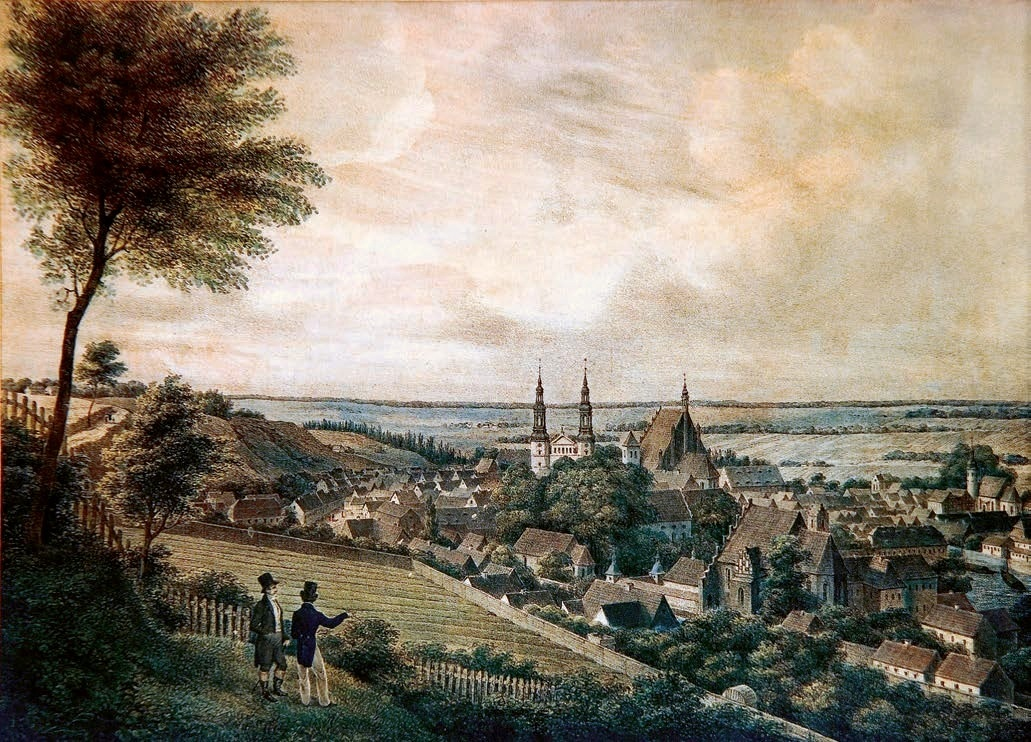
Panorama Bydgoszczy z 1838 r. J. C. Cederholma – kościół św. Idziego widoczny u dołu (pod drzewami)

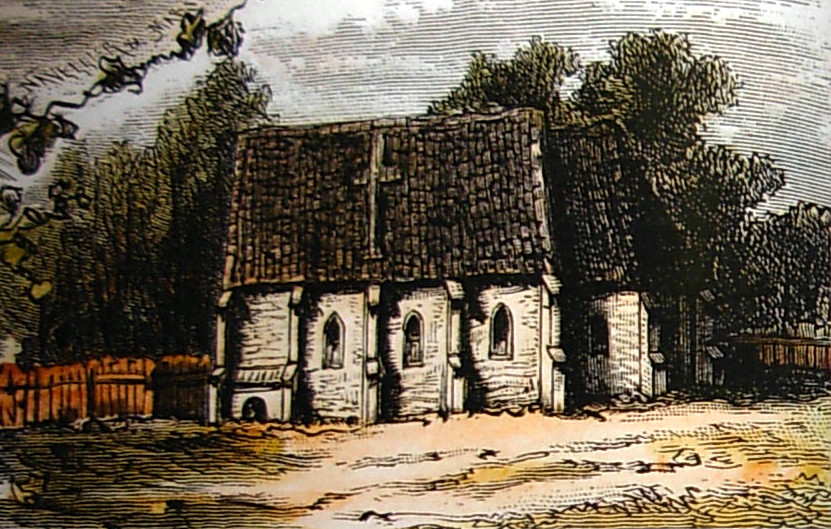
Obraz kościółka według Malte-Bruna z 1848 r.

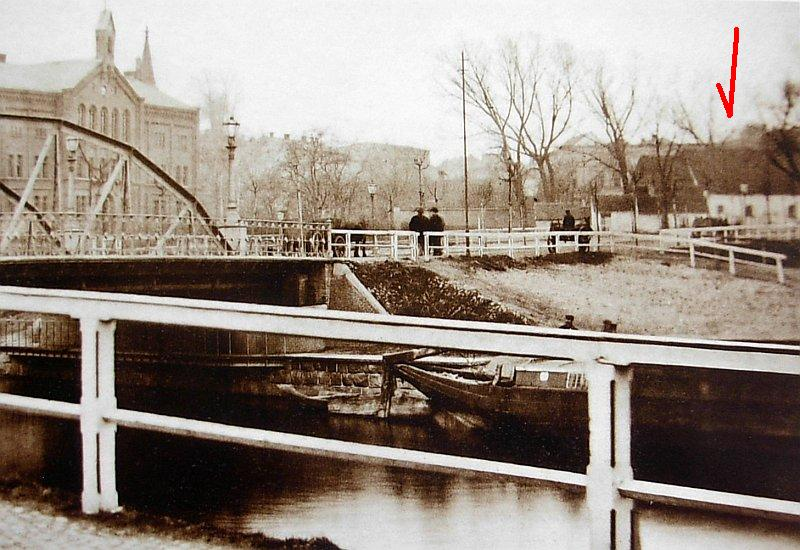
Unikatowe zdjęcie kościoła św. Idziego z 1875 r., na 4 lata przed rozbiórką

Kościół św. Idziego – kościół, który znajdował się w Bydgoszczy przy ul. Bernardyńskiej. Była to najstarsza świątynia Bydgoszczy, pochodząca jeszcze z przedlokacyjnego okresu historii miasta (1030–1346). Zburzony w 1879 roku.

## Historia
Początki świątyni nie są dobrze udokumentowane, co sprawia, że zdania historyków są podzielone. Nowsze opracowania czas powstania świątyni wskazują na połowę XIII wieku i prawdopodobną fundację Kazimierza Kujawskiego. Książę ten przyłączył Bydgoszcz do Kujaw na samym początku wyodrębniania się tej dzielnicy (1238) oraz utwierdził miejscowego kasztelana.
Przy powstałym kościółku na terenie grodowego cmentarza, aż do 1346 r. nie było parafii, ani nawet uposażenia ziemskiego. Była to świątynia filialna, gdzie rezydował stały pleban utrzymywany przez księcia lub też dojeżdżał konno z kościoła parafialnego pw. św. Marii Magdaleny w Wyszogrodzie (odległość ok. 11 km).
Bydgoszcz we wczesnym etapie dziejów rozwijała się w cieniu starszego sąsiada – Wyszogrodu, gdzie powstał wcześniej kościół parafialny i nie było potrzeby budowania kolejnego. Wyszogród został zniszczony w 1330 r. i dopiero wtedy wraz z awansem Bydgoszczy, pojawiła się potrzeba utworzenia parafii.
Istnieją wzmianki, że podczas szturmu Bydgoszczy przez armię krzyżacką w lipcu 1330 r. zabito plebana przy kościele św. Idziego oraz załogę wojskową grodu. Z życiem uszedł natomiast kasztelan, ponieważ brał później udział w obronie Brześcia.
O starej dacie kościoła grodowego świadczy jego patron – św. Idzi – bardzo popularny w XII-XIII wieku święty, którego przyczynie przypisywano pozbycie się bezpłodności przez żonę Władysława Hermana Judytę (matkę Bolesława Krzywoustego).
Pierwotny kształt świątyni mógł być zarówno drewniany, jak i murowany, o czym świadczą badania wykopaliskowe fundamentów kościoła. W każdym razie kościół uległ przebudowie w II połowie XIII wieku, a końcowa wersja architektury kościoła posiadała elementy murowane gotyckie. Stał on przy starym trakcie komunikacyjnym, który prowadził z Kujaw na Pomorze przez wyspę zamkową i most na Brdzie.
W okresie XV–XVIII wieku kościół św. Idziego nazywany był przez wizytatorów i proboszczów matką kościołów bydgoskich. Przypuszcza się, że do chwili ukończenia budowy miejskiego kościoła parafialnego (koniec XIV w.), funkcje te spełniała świątynia św. Idziego. Garnizon zamku posiadał natomiast własną kaplicę na terenie warowni.
Kościół został spalony podczas najazdu krzyżackiego w 1409 r., po czym wielokrotnie odbudowany i przebudowywany. Wiosną 1425 r. w obecności króla Władysława Jagiełły, w kościele św. Idziego, wobec faktu, że kościół farny był w ruinie, rajcowie bydgoscy złożyli przysięgę wierności władcy oraz jego synowi Władysławowi. W okresie 1425–1474 świątynia ponownie pełniła funkcję miejskiego kościoła parafialnego, gdyż odbudowywano wtedy spalony kościół farny
W latach 1502–1583 kościołek służył pensjonariuszom szpitala św. Stanisława na Przedmieściu Kujawskim, do czasu gdy zbudowali oni własną kaplicę. Prawdopodobnie właśnie z tym faktem związana jest kolejna przebudowa w murowanej formie gotyckiej oraz powtórna konsekracja świątyni w 1537 r. pod wezwaniem św. Idziego i Marii Magdaleny. Konsekracji tej dokonał biskup Jan, sufragan włocławski, poświęcając kościół, ołtarz główny z wizerunkiem Najświętszej Marii Panny i św. Anny oraz cmentarz otaczający świątynię. Poszerzył jednocześnie listę patronów kościoła o św. Macieja Apostoła, św. Stanisława, św. Marię Magdalenę oraz św. Martę. Ze świętami patronów oraz większymi świętami kościelnymi związał odpusty, jakie można było uzyskać.
Z wizytacji kanonicznej przeprowadzonej w 1596 r. w imieniu biskupa Hieronima Rozdrażewskiego przez ks. Macieja Dąbroskiego, kanonika kruszwickiego wynika, że kościół od niedawna był opuszczony. Święto poświęcenia kościoła przypadało w pierwszą niedzielę po św. Michale (29 września). Stwierdzono, że nawet najstarsi ludzie nic nie wiedzą na temat historii jego budowy i uposażenia. Komendarzem kościoła był proboszcz bydgoski. Sprawowali w nim msze św. wotywne zakonnicy i inni księża. Przy okazji odpustów odprawiano w nim msze św. dla wiernych z całego miasta. Jednak na co dzień nie przechowywano w świątyni Najświętszego Sakramentu. Posiadał trzy ołtarze, z tego ołtarz wielki z poświęconym portatylem. Każdy z ołtarzy oświetlały świeczniki cynowe umocowane w ścianie. W okolicy kościoła stało wówczas 11 domów, z których płacono czynsz proboszczowi.
Trzykrotnie kościół św. Idziego był wykorzystany dla potrzeb zakonników:
- w latach 1480–1485 wykorzystywali go bernardyni do czasu budowy po sąsiedzku własnego klasztoru i kościoła,
- w latach 1545–1559 służył ponownie bernardynom, do czasu odbudowy ich spalonej świątyni klasztornej,
- w 1553 r. opodal kościoła osiedliły się siostry trzeciego zakonu św. Franciszka[4],
- w latach 1615–1618 używały ją siostry klaryski do czasu budowy klasztoru i kościoła na Przedmieściu Gdańskim; w 1612 świątynię uposażono czynszem z domu przy ul. Długiej.

W 1679 r. we Włocławku biskup Stanisław Sarnowski wystawił dokument przekazujący opuszczoną świątynię mieszczanom bydgoskim pochodzenia niemieckiego, aby mogli tutaj słuchać kazań w swoim języku. Kapelanem kościoła mógł być duchowny świecki lub zakonny, wybrany za wiedzą proboszcza bydgoskiego. W praktyce posługę sprawowali bernardyni z istniejącego po sąsiedzku klasztoru. Naprawy i remonty kościoła należały odtąd do wiernych pochodzenia niemieckiego, wraz z zapewnieniem potrzebnego sprzętu liturgicznego. Zezwolono również na powołanie przy świątyni niemieckiej szkoły parafialnej oraz chowania zmarłych na miejscowym cmentarzu. Wizytatorzy w 1699 i 1712 r. stwierdzili, że w świątyni są trzy ołtarze, a wszystkie sprawy formalne są w należytym porządku.
Kolejna wizytacja kanoniczna z 1763 r. potwierdziła, że kościół jest dobrze utrzymany, poza gontowym dachem i oknami wymagającymi naprawy. Wewnątrz były trzy ołtarze: św. Idziego, Najświętszej Marii Panny i św. Antoniego Padewskiego oraz cztery krzyże. Na ceglanej posadzce stały ławki oraz drewniana ambona. Do kościoła przylegała zakrystia, w której przechowywano sprzęt kościelny. Kapelanem kościoła był bernardyn z sąsiedniego klasztoru, który głosił kazania po niemiecku oraz odprawiał nabożeństwa i modlitwy. Chrzty i małżeństwa zawierano w kościele farnym. Zarówno w kościele, jak i na okolicznym cmentarzu chowano zmarłych. Wizytator potwierdził, że cmentarz jest dobrze utrzymany.
Z chwilą, gdy w 1834 r. katolikom niemieckim przekazano kościół pojezuicki, świątynia św. Idziego nie była już używana dla celów kultowych. Wydzierżawiona na składnicę-magazyn została 2 lipca 1879 w związku z budową nowej drogi (ul. Bernardyńskiej) sprzedana na rozbiórkę i zburzona.
Obecnie fundamenty kościoła spoczywają częściowo pod ul. Bernardyńską.

## Architektura
Do czasów dzisiejszych zachowały się dość skromne dokumenty przedstawiające wygląd kościoła. Widnieje on jednak na kilku starych obrazach z XIX wieku.
Była to jednonawowa, orientowana, bezwieżowa, murowana budowla z wydzielonym, trójbocznie zamkniętym prezbiterium od wschodu, zakrystią od północy i kruchtą od południa. Kościół reprezentował architekturę gotycką. Miał 27 m długości i 10 m szerokości.
Badania archeologiczne kościoła przeprowadzano dwukrotnie: w 1967 i 1992–1993. Stwierdzono w nich, że ostatnia wersja budowli zachowanej do XIX wieku da się zamknąć cezurą XIV–XVI w., co nie przekreśla możliwości znacznie starszej metryki budowli, która ulegała wielokrotnej przebudowie. Kolejne badania przeprowadzono w roku 2019 w związku z budową tramwaju na ul. Kujawskiej i przesunięciem układu drogowego w miejsce, w którym zlokalizowano relikty kościoła. Archeolodzy odkryli wówczas m.in. oryginalną posadzkę murowanego kościoła XIII-wiecznego; nie znaleźli natomiast dowodów potwierdzających panujące dotąd przypuszczenie, że pierwsza znajdująca się w tym miejscu świątynia zbudowana była z drewna. Potwierdzono z kolei dokładność istniejących dla tego miejsca planów archiwalnych, a także tezę o lokalizacji kościoła na terenie dawnego cmentarza. Po jego konsekracji pochówki kontynuowano wokół świątyni.